# Teddese Lemi
Teddese Lemi, né le 20 janvier 1999, est un athlète éthiopien, spécialiste des courses de demi-fond.

## Biographie
Médaillé d'argent du 800 mètres lors des championnats d'Afrique juniors 2017, Teddese Lemi se distingue sur la distance supérieure, le 1 500 mètres, en établissant notamment la performance de 3 min 31 s 90 le 8 juin 2021 à Hengelo. Il est éliminé lors des demi-finales aux championnats du monde 2019 et aux Jeux olympiques de 2020.
En 2022, il termine 4e des championnats du monde en salle et 5e des Championnats d'Afrique.

## Palmarès
| Date | Compétition                            | Lieu     | Résultat | Épreuve      | Temps         |
| ---- | -------------------------------------- | -------- | -------- | ------------ | ------------- |
| 2017 | Championnats d'Afrique juniors         | Tlemcen  | 2e       | 800 m        | 1 min 48 s 76 |
| 2019 | Championnats du monde de cross-country | Aarhus   | 1er      | Relais mixte |               |
| 2022 | Championnats du monde en salle         | Belgrade | 4e       | 1 500 m      | 3 min 33 s 59 |
| 2022 | Championnats d'Afrique                 | Tlemcen  | 5e       | 1 500 m      | 3 min 39 s 54 |
| 2022 | Championnats du monde                  | Eugene   | 8e       | 1 500 m      | 3 min 32 s 98 |

## Records
| Épreuve      | Performance   | Date        | Lieu    |
| ------------ | ------------- | ----------- | ------- |
| 1 500 mètres | 3 min 31 s 90 | 8 juin 2021 | Hengelo |